# Ramon Azeez
Ramon Olamilekan Azeez (* 12. Dezember 1992 in Abuja) ist ein nigerianischer Fußballspieler.

## Sportlicher Werdegang
Azeez kam über die Future Pro Academy als Teenager zum spanischen Klub UD Almería. Hier debütierte er für die in der drittklassigen Segunda División B spielende Reservemannschaft im Erwachsenenbereich und rückte während der Spielzeit 2012/13 in die in der Segunda División spielende Wettkampfmannschaft auf, mit der er in die Primera División aufstieg. Im Frühjahr 2014 avancierte er zum Auswahlspieler der nigerianischen Nationalmannschaft, als er am 5. März des Jahres bei einem 0:0-Remis gegen Mexiko im Nationaljersey debütierte. Im Sommer gehörte er unter Nationaltrainer Stephen Keshi zum Kader bei der WM-Endrunde 2014 und kam im ersten Gruppenspiel beim 0:0-Unentschieden gegen den Iran zum Einsatz, in der Folge saß er jedoch bis zum Ausscheiden im Achtelfinale gegen Frankreich nur noch auf der Ersatzbank. Nach dem Turnier verpasste er am Ende der Spielzeit 2014/15 mit dem Klub den Klassenerhalt in der höchsten spanischen Liga. 2017 wechselte er innerhalb der Segunda División zum Ligakonkurrenten CD Lugo, den er nach zwei Spielzeiten in Richtung FC Granada verließ. Die Zweitliga-Spielzeit 2018/19 beendete er mit dem Verein als Vizemeister hinter CA Osasuna und erreichte damit erneut die Primera División, dort gehörte er jedoch nur zum erweiterten Stamm. Dennoch feierte er fünf Jahre nach seinen letzten Länderspielen ein Comeback in der Nationalelf und bestritt im Herbst die letzten beiden seiner insgesamt sechs Nationalelfeinsätze. Nachdem er in der Hinrunde der Spielzeit 2020/21 nur noch zwei Spieleinsätze in der Meisterschaft verbuchen konnte, zog er am Ende der Winterwechselperiode zum 1. Februar 2021 auf Leihbasis zum Zweitligisten FC Cartagena weiter. Nach seiner Rückkehr zum FC Granada wurde sein Vertrag im Sommer 2021 aufgelöst.